# Partido Operário Unificado Polaco
O Partido Operário Unificado Polonês (português brasileiro) ou Partido Operário Unificado Polaco (português europeu) (em polaco: Polska Zjednoczona Partia Robotnicza, PZPR) foi um partido político comunista da Polónia, que governou o país de 1948 até 1989.
O PZPR foi fundado em 1948 através da unificação do Partido dos Trabalhadores Polacos com o Partido Socialista Polaco. Na documento de fundação, o partido definiu-se como a força da vanguarda da democracia popular polaca, com o objectivo de transformar o país rumo ao socialismo.
Desde da sua fundação, o partido tornou-se o líder do regime comunista polaco, sendo este mais um dos diversos regimes satélites da URSS no Leste Europeu.
Apesar da constituição de 1976, ter descrito o partido como a "força de vanguarda nacional", o regime polaco era totalmente dependente de Moscovo.
No inicio da década de 1980, o PZPR e o seu regime começaram a perder força política, com o aparecimento do sindicato anti-comunista Solidariedade, liderado por Lech Walesa, que mobilizava milhares de pessoas e organizava greves e manifestações, como foi o caso da Greve de Gdansk em 1981.
Com a liberalização da URSS promovida por Gorbachev e o crescente apoio ao sindicato de Lech Walesa, o regime do PZPR decidiu encetar negociações com o Solidariedade para a realização de eleições democráticas.
Estas eleições, as primeiras multipartidárias realizadas num país de Leste Europeu desde do final da década de 1940, deram uma vitória estrondosa ao Solidariedade e, como tal, o regime comunista polaco chegava ao fim, bem como o PZPR, que se iria dissolver em 1990.

## Resultados eleitorais

### Eleições legislativas
| Data | Votos      | %          | Deputados | +/- | Status   | Aliança                    |
| ---- | ---------- | ---------- | --------- | --- | -------- | -------------------------- |
| 1952 | 15 459 849 | 99,8 (1.º) | 273 / 425 |     | Governo  | Frente da Unidade Nacional |
| 1957 | 16 563 314 | 98,4 (1.º) | 239 / 459 | 34  | Governo  | Frente da Unidade Nacional |
| 1961 | 17 342 570 | 98,3 (1.º) | 256 / 460 | 17  | Governo  | Frente da Unidade Nacional |
| 1965 | 18 742 152 | 98,8 (1.º) | 255 / 460 | 1   | Governo  | Frente da Unidade Nacional |
| 1969 | 20 473 114 | 99,2 (1.º) | 255 / 460 | =   | Governo  | Frente da Unidade Nacional |
| 1972 | 21 746 242 | 99,5 (1.º) | 255 / 460 | =   | Governo  | Frente da Unidade Nacional |
| 1976 | 23 502 983 | 99,4 (1.º) | 261 / 460 | 6   | Governo  | Frente da Unidade Nacional |
| 1980 | 24 683 056 | 99,5 (1.º) | 261 / 460 | =   | Governo  | Frente da Unidade Nacional |
| 1985 | 20 554 182 | 99,5 (1.º) | 245 / 460 | 16  | Governo  | Frente da Unidade Nacional |
| 1989 | N/D        | N/D        | 173 / 460 | 72  | Oposição |                            |